# Phyllanthus rouxii
Phyllanthus rouxii är en emblikaväxtart som beskrevs av Jean F.Brunel. Phyllanthus rouxii ingår i släktet Phyllanthus och familjen emblikaväxter. Inga underarter finns listade i Catalogue of Life.